# Фрідріх фон Шмідт
Фрідріх фон Шмідт (нім. Friedrich Freiherr von Schmidt, 22 жовтня 1825 Фрікенхофен, громада Гшвенд — 23 січня 1891, Відень) — австрійський та німецький архітектор, який працював в неоготичному стилі. Почесний громадянин Відня, барон.

## Життєпис
Фрідріх Шмідт отримав освіту в Політехнічній школі Штутгарта. Потім працював в Кельні та Мілані. З 1859 року він — професор у віденській Академії витончених мистецтв, з 1865 року — керівник школи архітектури в Академії. У 1863 році він отримує звання соборного архітектора собору Святого Стефана. Одним з найвідоміших учнів Ф. Шмідта був Франц фон Нойман.
У 1883 році Ф. Шмідт стає почесним громадянином Відня, в 1886 році він був зведений у дворянство і отримує титул барона. З 1866 по 1870 рік він — член міської ради Відня.
На честь архітектора названа площа поруч з побудованою їм в 1883 році Віденської ратушею — Фрідріх-Шмідт-Плац (Friedrich-Schmidt-Platz).

## Споруди

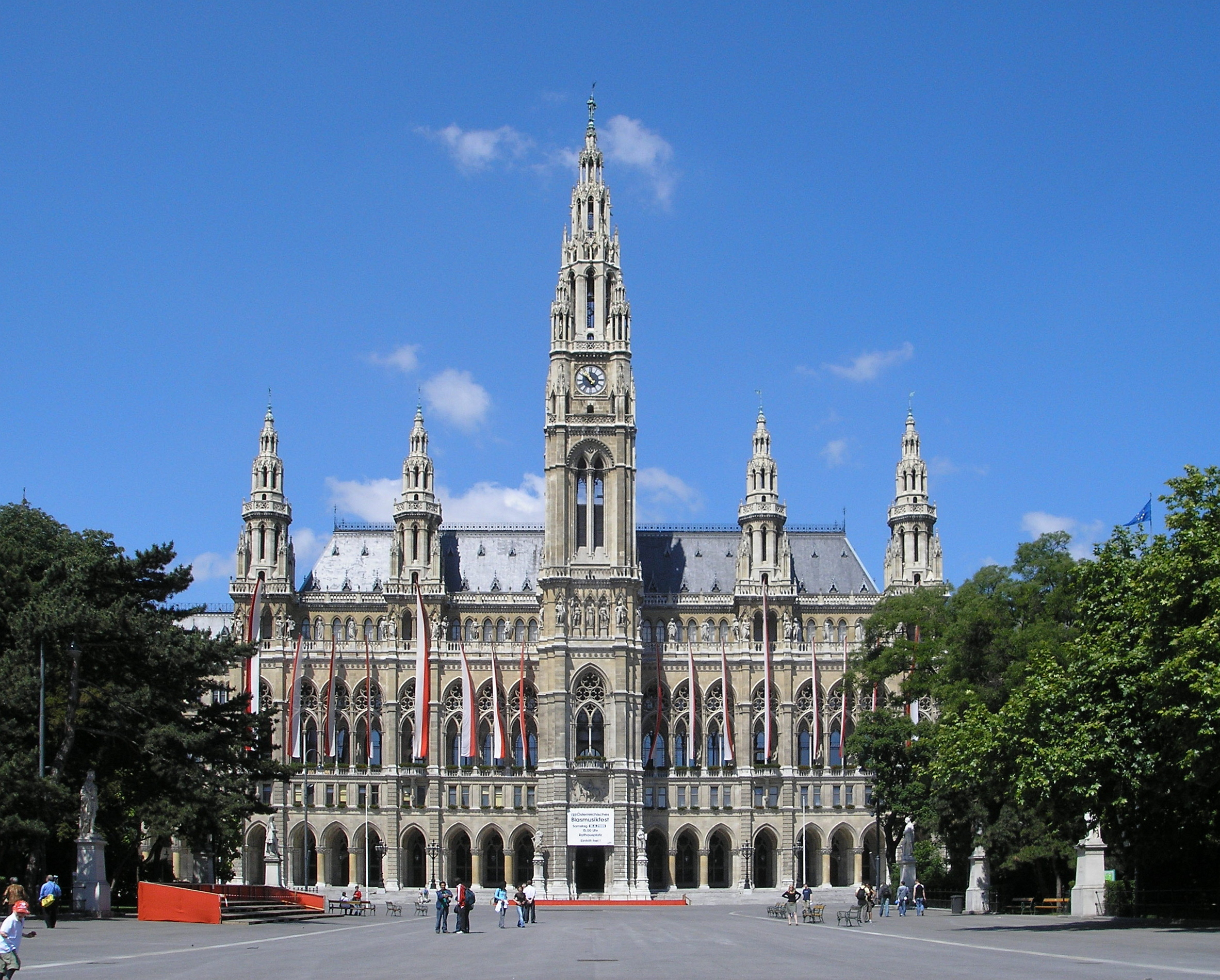
Віденська ратуша

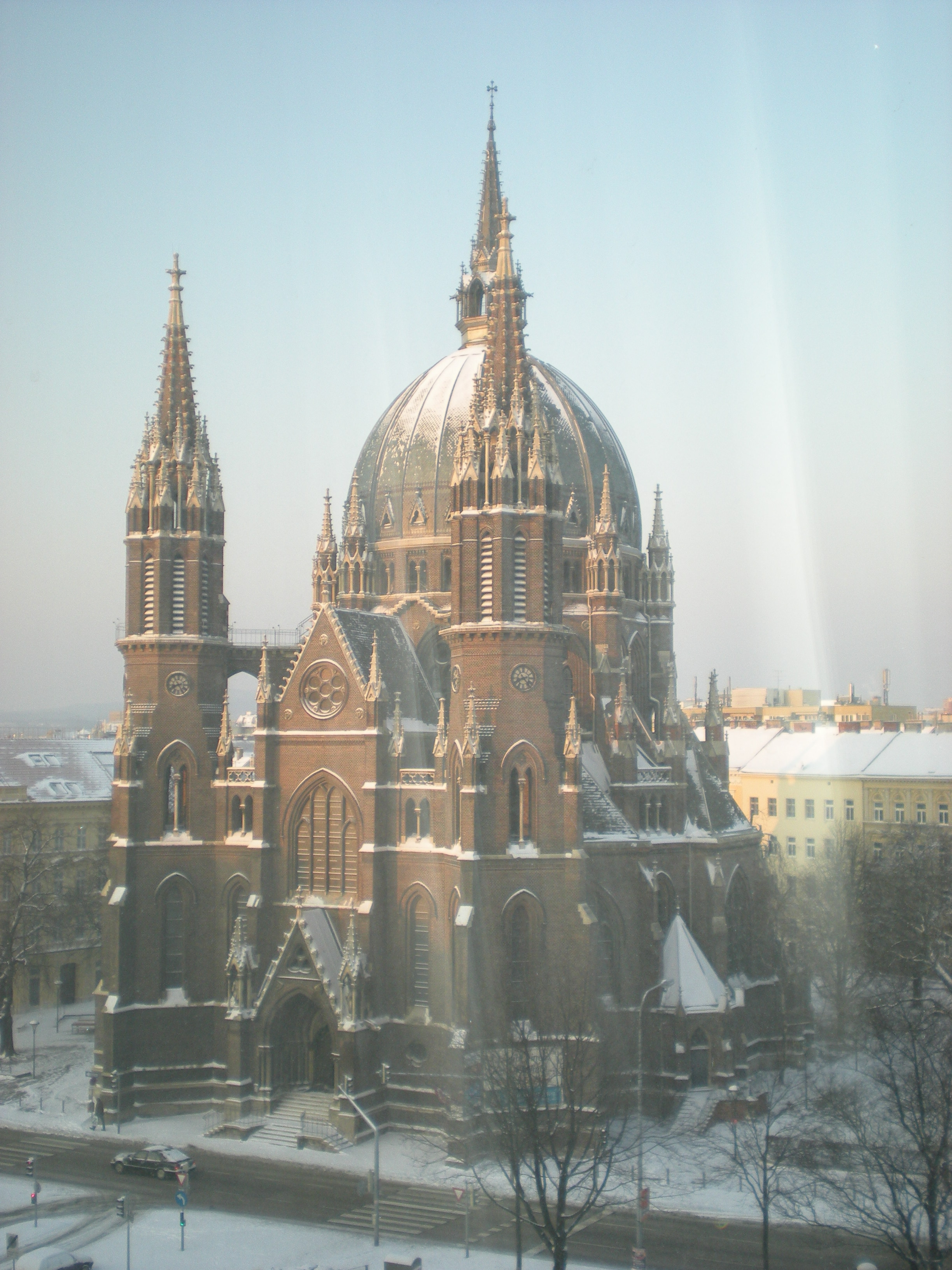
Церква Марії Переможниці у Відні

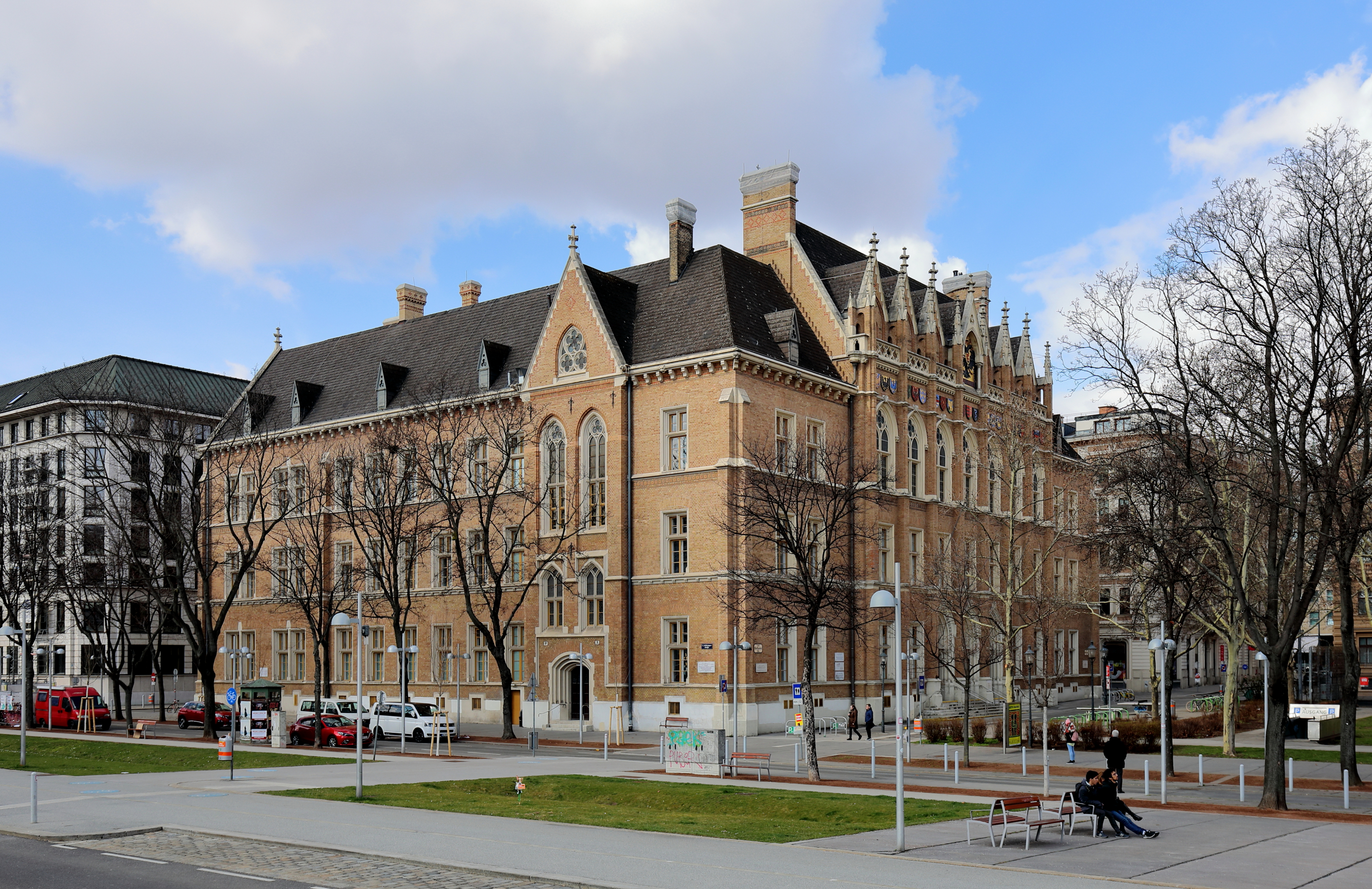
Академічна гімназія у Відні

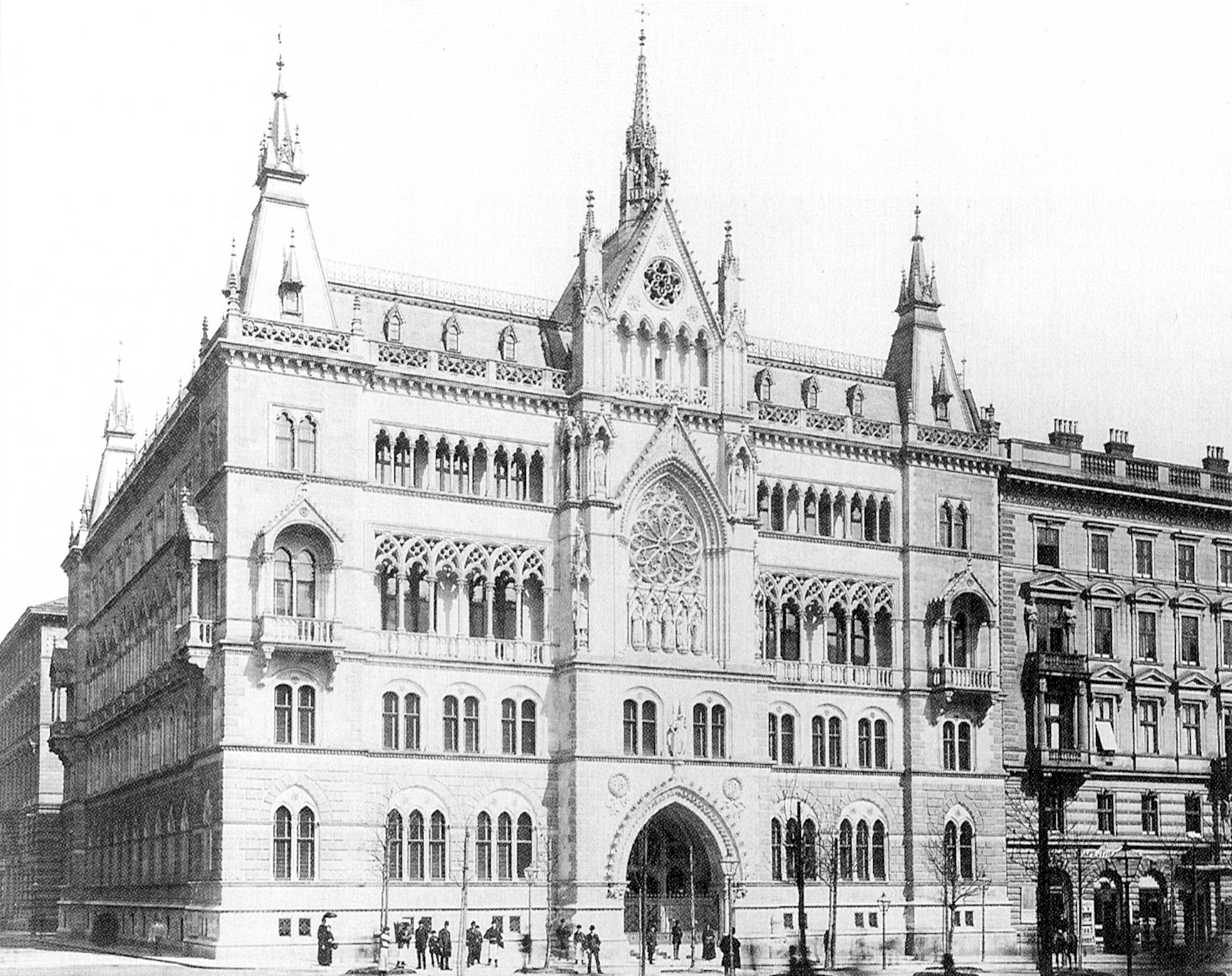
Зюнхаус (знесений в 1951 році)

- 1847—1849: Будинок Ербен. Перший житловий будинок в Кельні в неоготичному стилі (знесений в 1952 році)
- 1852: Військовий пам'ятник 1813-15 років (Ветеранам Визвольної війни), Крефельд
- 1855—1858: Католицька церква Св. Матильди в Кведлінбурзі
- 1859: Католицька церква Св. Маврикія в Хаттінгене
- 1860—1877: Усипальниця Шварценбергов в Доманін, Тршебонь
- 1869—1863: Лазарістенкірхе, Відень
- 1863—1866: Академічна гімназія, Відень
- 1866—1882: Кафедральний собор св. Петра в Джяково, Хорватія
- 1867—1873: Церква Св. Бригіти, Відень
- 1868—1875: Католицька церква Марії Переможниці, Відень
- 1872—1883: Віденська ратуша
- 1875—1876: Церква Серця Христового, Вейлер, Форарльберг
- 1880: Палацова церква, замок Вернігероде
- 1881—1883: Католицька церква Богоматері, Дортмунд
- 1882—1885: Зюнхаус, Відень
- 1882—1891: Кафедральний собор Св. Петра і Павла, Печ, Угорщина
- 1884—1888: Палац Рункельштейн
- 1887—1891: замок Карлштейн, Чехія